# Stade Abdallah-ben-Khalifa
Le stade Abdullah bin Khalifa (en arabe : استاد عبد الله بن خليفة) est une enceinte sportive située à Doha au Qatar. Le stade Abdullah bin Khalifa est utilisé par le club de football d'Al-Duhail Sports Club.
Le Qatar SC Stadium possède une capacité d'environ 10 221 spectateurs.

## Évènements
- Coupe d'Asie des nations de football 2023